# Ochlodes flavomaculata
Ochlodes flavomaculata is een vlinder uit de familie van de dikkopjes (Hesperiidae). De wetenschappelijke naam van de soort is, als Augiades flavomaculatus, voor het eerst geldig gepubliceerd in 1905 door Draeseke.